# Agersted (parochie)
Agersted is een parochie van de Deense Volkskerk in de Deense gemeente Brønderslev. De parochie maakt deel uit van het bisdom Aalborg en telt 922 kerkleden op een bevolking van 967 (2004). Historisch hoorde de parochie tot de herred Dronninglund. In 1970 werd de parochie deel van de toen gevormde gemeente Dronninglund, die in 2007 opging in de uitgebreide gemeente Brønderslev.
Agersted kreeg pas in 1903 een eigen kerk. Tot dan was het dorp aangewezen op de parochiekerk in Voer. 
Agersted · Aså · Brønderslev · Dorf · Dronninglund · Hallund · Hellevad · Hellum · Hjallerup · Jerslev · Melholt · Mylund · Ørum · Øster Brønderslev · Øster Hjermitslev · Serritslev · Stenum · Tise · Tolstrup · Voer